# Слуга Божий
Слуга Божий (лат. Venerabilis Dei servus) — в католицизме — официальный титул, который присваивается человеку в период от начала процесса его беатификации до причисления его к лику блаженных. Также перед беатификацией умершего праведника могут именовать «досточтимый».
В общехристианском смысле выражение «слуга Божий» используется как синоним любого христианина.
Не следует путать этот титул с одним из официальных титулов Папы Римского «Слуга Слуг Божьих» (лат. Servus Servorum Dei).